# Margareta Navarska
Margareta Navarska (baskijski Margarita Iruñekoa, francuski Marguerite, španjolski Margarita, talijanski Margherita) (o. 1128. – 12. kolovoza 1183.) bila je kraljica Sicilije te regentica svome sinu. Ostala je zapamćena kao lijepa i moćna žena.

## Biografija

### Kraljica supruga
Margareta je bila kći Garcíje Ramíreza, kralja Navare, i njegove žene Margerite de l'Aigle. Kao takva, bila je sestra Sanča VI. i teta kraljice Berengarije. Mlada se udala za Vilima I. od Sicilije, dok je on još bio princ.
Vilim nije volio Margaretu te ju je često ignorirao. Ipak, ona je imala utjecaja na njega jer je bila znatno snažnija. Imala je četiri sina s kraljem, a dvojica su umrla prije oca.

### Regentica
Nakon Vilimove smrti, vladati je trebao njegov sin, Vilim II., koji je imao samo 11 godina, pa je Margareta vladala u njegovo ime. Kao i svaka regentica, Margareta je više vladala u svoje ime negoli u ime svojega sina. Navodno je bila ljubavnica grofa Rikarda. Kraljičin brat Henrik optužio ju je za takvo djelo, ali se smatra da je bila riječ samo o kleveti.

### Starost i smrt
I kao starica, Margareta je bila lijepa i ponosna. Njezin jedini unuk umro je kao dijete. Umrla je te je pokopana u katedrali u Monrealeu.